# Matka (film 1955)
Matka (ros. Мать, Mat´) – radziecki film dramatyczny z 1955 roku w reżyserii Marka Donskiego, będący adaptacją powieści Maksima Gorkiego. Obraz zaprezentowany został w konkursie głównym na 9. MFF w Cannes.

## Fabuła
Tragiczna historia robotniczej rodziny Własowów osadzona w realiach rewolucji z 1905 roku. Nieszczęśliwy splot wydarzeń zaczyna się od śmierci ojca, który był szpiclem na usługach policji. W trakcie prowokacji zostaje zabity przez strajkujących. Niedługo po tym, jego syn za swoją działalność w opozycji trafia do więzienia. Pod wpływem tych wydarzeń jego matka, kobieta prosta i niewykształcona przeobraża się w politycznie świadomą działaczkę rewolucyjną i organizuje ucieczkę syna. Pierwsza rzecz, jaką młody mężczyzna robi po wyjściu na wolność, to wspólne uczestnictwo z matką w demonstracji. W trakcie niej oboje giną od kul wojska, rozproszającego protestujący tłum. 

## Obsada
- Wiera Mariecka jako Pelagia Własowa, matka
- Aleksiej Batałow jako Paweł Własow
- Tatjana Pilecka jako Saszeńka
- Andriej Pietrow jako Andriej Nachodka
- Siergiej Kuriłow jako Nikołaj Iwanowicz
- Lilija Gricenko jako Zofia Iwanowna
- Pawieł Usowniczenko jako Rybin
- Pawieł Wołkow jako Nikołaj Suzow
- Nikifor Kołofidin jako Stary Własow
- Iwan Nieganow jako agent
- Władimir Marienkow jako Wiesowszczikow
- Boris Bitiukow